# The Tenderfoot's Sacrifice
The Tenderfoot's Sacrifice è un cortometraggio muto del 1912 diretto da Milton J. Fahrney e prodotto dalla Nestor.

## Trama
Marie Lewis, fidanzata a Donald Andrews, comincia a sentire dell'affetto per Eric Newton, un novellino al quale sta dando lezione di equitazione. Un giorno che Beauty, il cavallo di Marie, si imbizzarrisce, spaventato da uno scoppio, fuggendo via con lei, Eric precipita ad aiutarla, rimanendo ferito dopo essere stato sbalzato a terra. La tenera sollecitudine che la ragazza mostra verso Eric spinge Donald ad andarsene. Sua madre, preoccupata perché i due non si sono ancora sposati, si rende conto che Eric ama veramente Marie. Ma scopre anche che il giovane, colpito da una grave malattia, ha ancora pochi mesi di vita. Cosa che lo induce a rivolgersi all'alcol per sopportare il peso che gli grava sulle spalle. Marie, però, memore del destino di suo padre, non può sopportare di vivere con un alcolizzato. Eric, allora, decide di farsi da parte, andandosene via per sempre e lasciando che la ragazza torni dal fidanzato.

## Produzione
Il film fu prodotto dalla Nestor Film Company.

## Distribuzione
Distribuito dalla Motion Picture Distributors and Sales Company, il film - un cortometraggio di una bobina - uscì nelle sale cinematografiche degli Stati Uniti il 3 gennaio 1912.